# هانس فان مانن

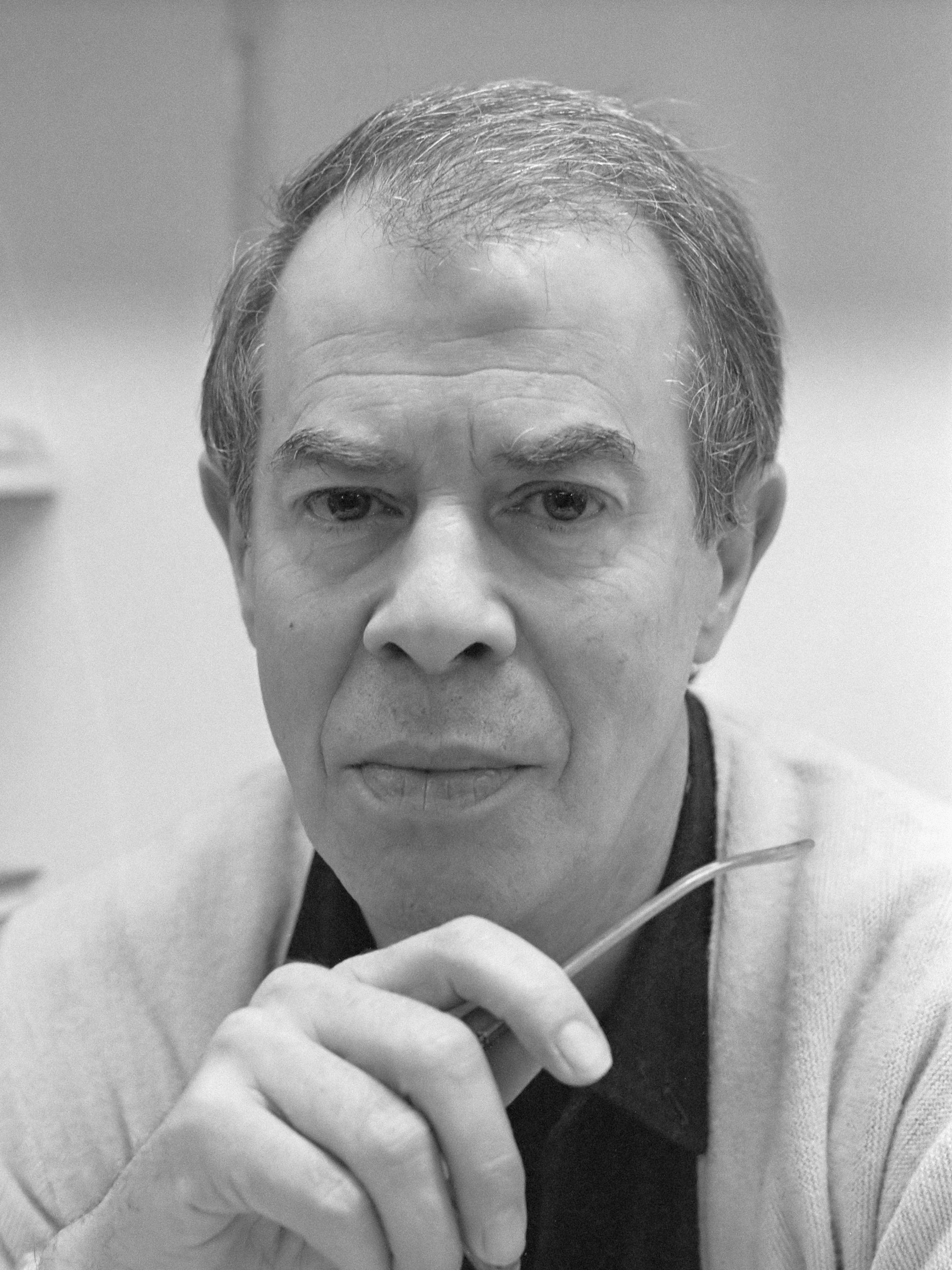
هانس فان مانن در سال ۱۹۸۶

هانس فان مانن (به هلندی: Hans van Manen)، (زاده ۱۱ ژوئیه ۱۹۳۲ در شهر آمستل‌فین، هلند) یک رقاص باله، رقص‌پرداز و عکاس اهل هلند است. او پسر یک خدمتگزار آلمانی است. فون مانن باله‌های زیادی را نوشت. او از سال ۱۹۷۳ تا ۱۹۸۵ برای باله ملی هلند کار کرد.
او جوایز زیادی از جمله جایزه اراسموس سال ۲۰۰۰ را دریافت کرد.